# Aspås
Aspås – miejscowość (tätort) w Szwecji, w regionie administracyjnym (län) Jämtland, w gminie Krokom.
Według danych Szwedzkiego Urzędu Statystycznego liczba ludności wyniosła: 474 (31 grudnia 2015), 482 (31 grudnia 2018) i 484 (31 grudnia 2019).